# Schaaren (Gebiet)

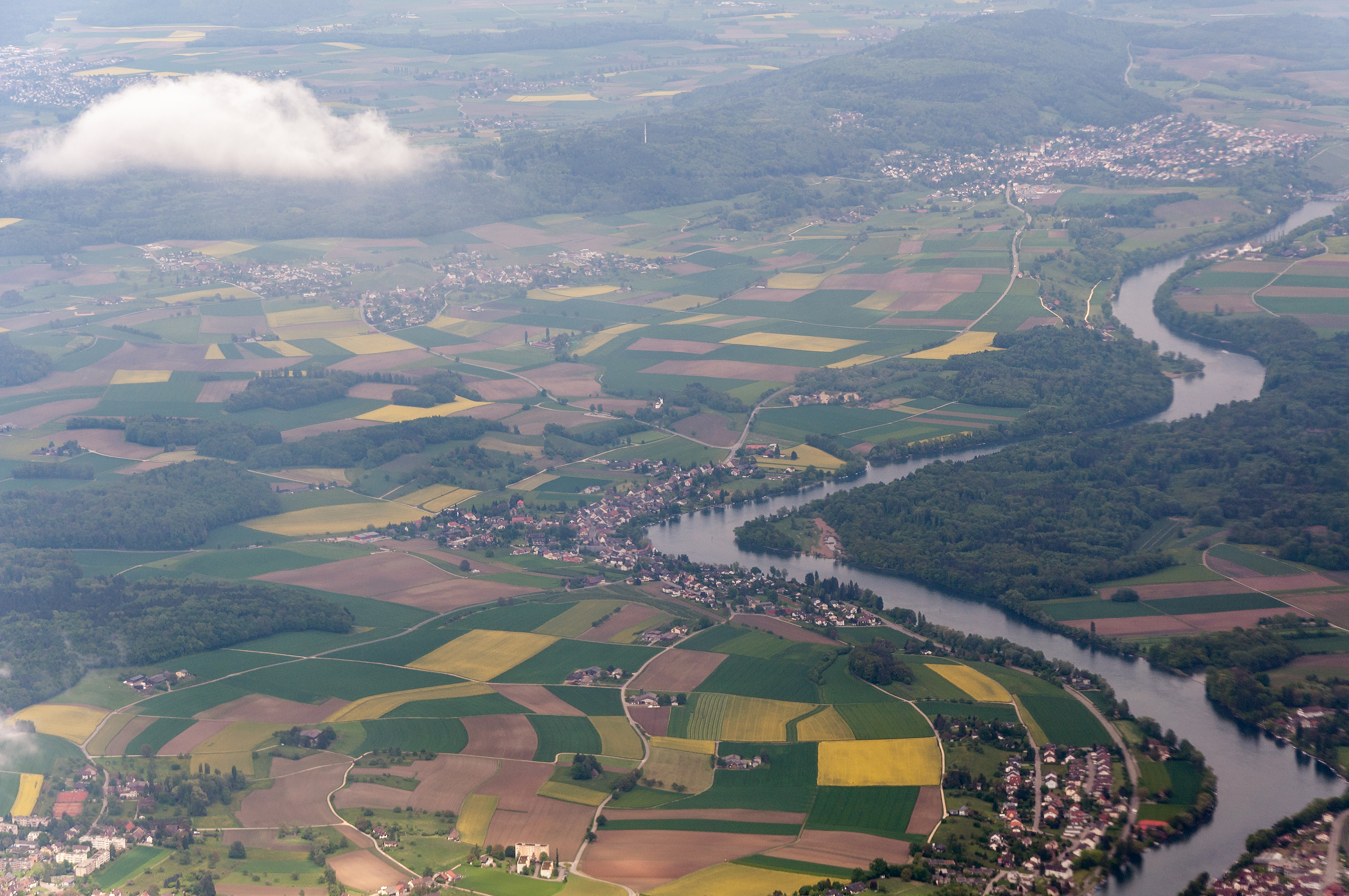
Blick auf das Rheinknie bei Büsingen mit Schaarenwiese und Schaarenwald

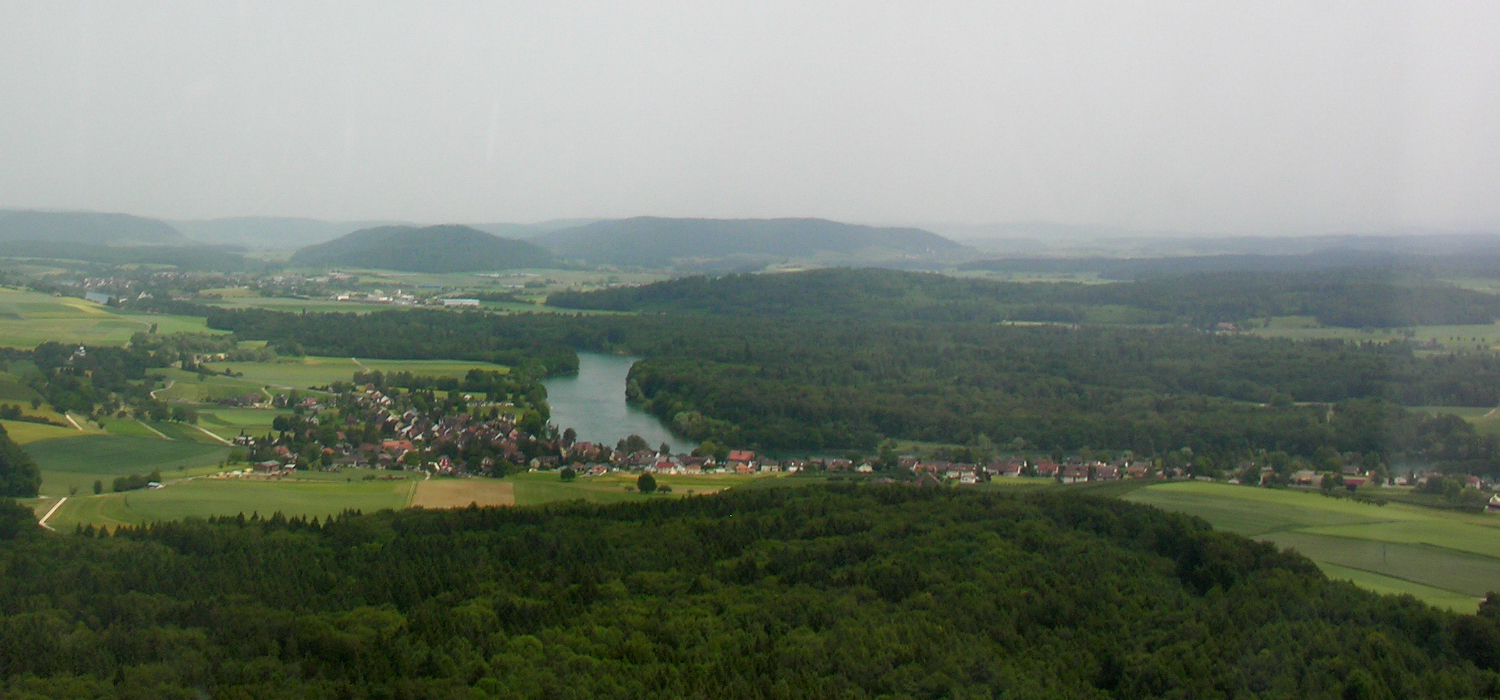
Büsingen mit Schaarenwald

Das Gebiet Schaaren liegt in der Gemeinde Schlatt im schweizerischen Kanton Thurgau. Es gliedert sich in den Schaarenwald und die Schaarenwiese. Diese liegt direkt am südlichen Ufer des Hochrheins zwischen Schaffhausen und Diessenhofen, gegenüber der deutschen Exklave Büsingen und grenzt an das Kloster Paradies. Der Schaaren hat eine reiche geschichtliche Vergangenheit aufzuweisen. Bereits in der Jungsteinzeit war das Gebiet zeitweise bewohnt. Von der strategisch guten Lage am Rheinknie zeugen Befestigungsanlagen aus der Römerzeit, der Zeit von Napoleon und dem Zweiten Weltkrieg. Heute steht der Schaaren teilweise unter Naturschutz und ist ein beliebtes Naherholungsgebiet von Schaffhausen. Der Verein Rheinkastell hat sich zum Ziel gesetzt, die militärgeschichtlich bedeutenden Anlagen für die Nachwelt zu bewahren und einer breiteren Öffentlichkeit zugänglich zu machen.

## Landschaft
Das Gebiet Schaaren ist eine spät- bis postglaziale Flussauenlandschaft in weitgehend natürlichem Zustand mit ursprünglichem Eichenmischwald. Ein Flachmoor von nationaler Bedeutung, alte Flussarme, Auenwälder und Tümpel bieten ideale Lebensbedingungen für zahlreiche Tiere und Pflanzen. Alte Flussläufe sind noch deutlich sichtbar.

## Prähistorische Funde
Bei Untersuchungen in den Jahren 1970–1972 fanden Archäologen auf der Schaarenwiese Feuersteine aus der Jungsteinzeit (ca. 5000–2000 v. Chr.) und bronzezeitliche Keramik (um 1000 v. Chr.). Die Funde deuten darauf hin, dass sich die Siedlung auf einer Halbinsel befand. Der Zugang im Osten war durch einen Wall geschützt.

## Römischer Wachturm
Zur Römerzeit stand auf der Schaarenwiese direkt am Rhein ein Wachturm. Er gehörte mit acht weiteren Warten zwischen Schaffhausen und Stein am Rhein zum Donau-Iller-Rhein-Limes des 4. Jh. n. Chr. Der mit Wachtürmen und Kastellen bestückte Limes diente den Römern als Verteidigungslinie gegen die alamannischen Einfälle aus dem Norden. 1914 wurden die Überreste des Wachturms erforscht. Man fand nur noch kleine Mauerreste und Gräben. Heute ist vom ehemaligen römischen Wachturm nichts mehr zu sehen.

## Zweiter Koalitionskrieg
Am 12. April 1798 wurde durch französischen Revolutionsexport auf dem Boden der Alten Eidgenossenschaft die Helvetische Republik als Tochterrepublik von Frankreich errichtet. Die unter österreichischer Führung stehende 2. Koalition plante im Kriegsjahr 1799 mit einem Zangenangriff die französische Armee aus dem Gebiet der heutigen Schweiz zu vertreiben. Dazu sollten russische Truppen über die Alpenpässe von Süden, und österreichische Truppen aus dem vorarlbergischen und süddeutschen Raum vorstossen. Am 13. April 1799 brannten französische Truppen, welche vor den heranrückenden österreichischen Truppen flüchteten, die schöne hölzerne Grubenmann-Rheinbrücke bei Schaffhausen nieder. Um den Rhein überqueren zu können, mussten die Österreicher eine behelfsmässige Brücke errichten. Da der Rhein beim Schaaren breit und seicht ist, wählte der österreichische Erzherzog Karl die Stelle für die Errichtung von zwei Behelfsbrücken. Am 22. und 23. Mai 1799 überquerten ca. 25‘000 Mann von Süddeutschland kommend den Rhein Richtung Süden.
Über 1‘200 Einwohner der Region wurden gezwungen, den Brückenkopf mit Wällen, Gräben und Verhauen zu sichern. Das Rheinkastell wurde als sog. Kronwerk erbaut und bot Platz für 16 Kanonen und 1‘500 Mann. Gegen den Fluss war das Bauwerk offen. Die beiden Fronten gegen Süden und Osten waren mit vorspringenden Bastionen versehen. Diese konnten sich gegenseitig Feuerschutz geben. In Büsingen waren weitere Geschütze positioniert, welche die Rheinbiegung ideal ausnutzen konnten. Erzherzog Karl richtete sein Hauptquartier im nahegelegenen Kloster Paradies ein. Die Koalitionstruppen hatten anfänglich Erfolge im Gefecht bei Frauenfeld und der ersten Schlacht bei Zürich. Danach wendete sich das Kriegsglück. Ende September 1799, nachdem sie die zweite Schlacht bei Zürich verloren hatten, zogen sich die Koalitionstruppen über die Brücken im Schaaren zurück. Die Franzosen liessen nach ihrem Sieg die Wehranlage von denselben Arbeitskräften wieder schleifen, welche sie erbauen mussten. Die grossen Arbeitseinsätze und die durchziehenden Heere führten bei der Bevölkerung zu Hunger, Not und Elend.

## Zweiter Weltkrieg

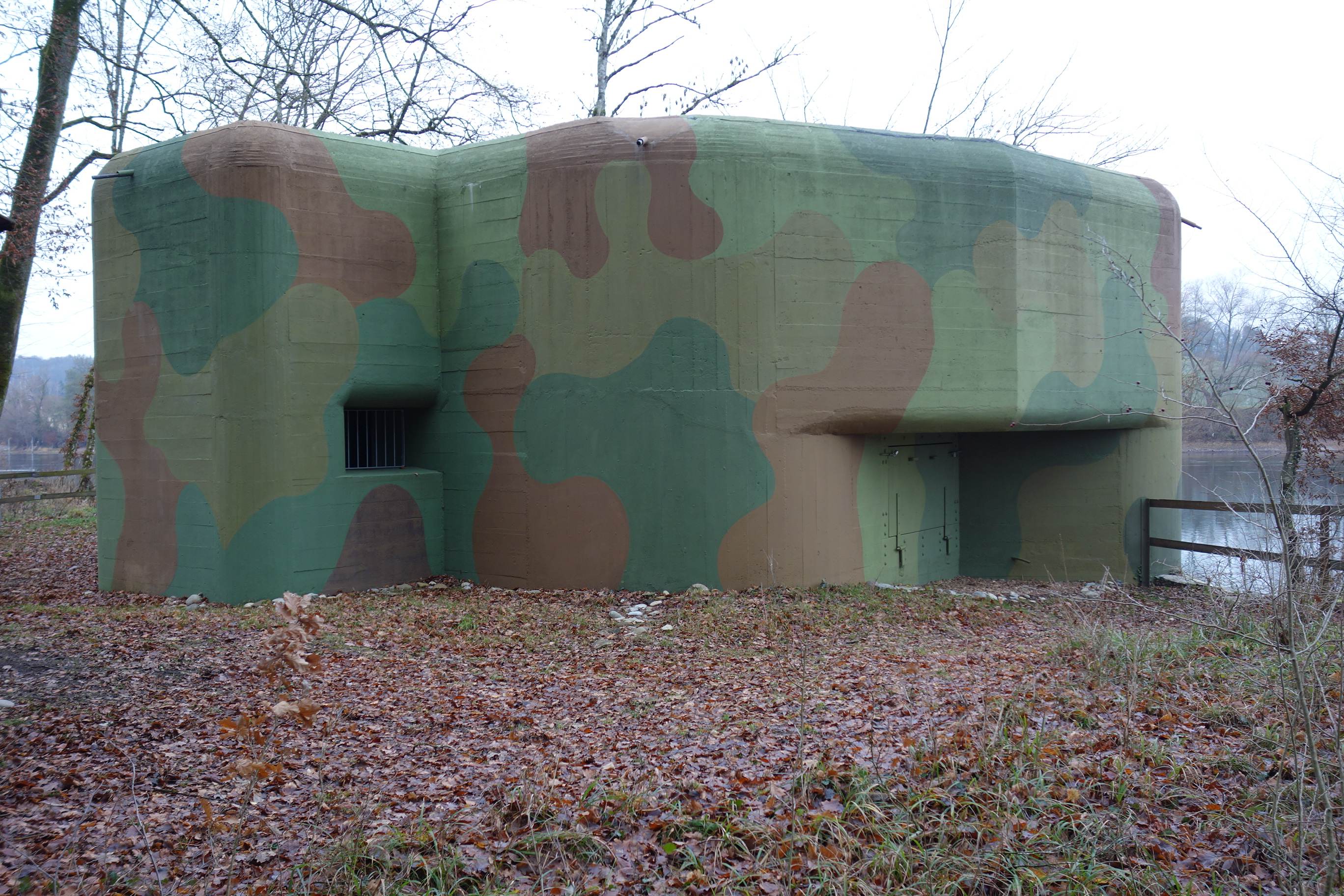
Bunker Schaarenwald Brückenkopf A 5490

In der Zeit zwischen 1938 und 1940 erstellte die Schweizer Armee dem Rhein entlang eine dichte Kette von Verteidigungswerken und Unterständen. Die Bauwerke der Sperrstellen Schaffhausen-Rhein (Sperrstelle Schaarenwald Nr. 634) dienten im Zweiten Weltkrieg zur Verteidigung gegen Nazideutschland. Die aus Eisenbeton und Stahlpanzerungen gebauten Bunker konnten Artilleriegeschossen vom Kaliber 30 cm standhalten. Um sich gegenseitig Feuerschutz geben zu können, wurden die Verteidigungsanlagen möglichst paarweise angelegt, so auch im Schaaren. Die Bunker waren mit Maschinengewehren und Pivot- oder Schartenlafetten ausgerüstet. Der Mannschaftsbestand in den meist zweistöckigen Bauwerken betrug 13 Mann. Die beiden Bunker Schaarenwiese A 5489 und Brückenkopf A 5490 gehörten zur Werkkompanie 41 der Grenzbrigade 6. Ende 1994 wurde die Wk Kp 41 aufgelöst. Heute gehören die Infanteriebunker Schaarenwiese und Brückenkopf dem Trägerverein Rheinkastell.

## Bedrohung durch Schaarenautobahn
In den frühen 1970er Jahren bestanden Pläne, die zukünftige Autobahn E41 (Dortmund-Altdorf) bei Büsingen über den Rhein und durch den Schaarenwald zu führen. Nach der Untertunnelung des Cholfirsts wäre die Strasse beim geplanten Autobahnkreuz Benken mit der schweizerischen Nationalstrasse A4 und der geplanten deutschen Bundesautobahn A98 (Hochrheinautobahn) verknüpft worden. Starke Bürgerproteste in der Schweiz gegen die Zerstörung der unberührten Rheinlandschaft sowie ein negatives Abstimmungsergebnis im Kanton Schaffhausen (5. September 1982 mit 58 % Nein-Stimmen) verhinderten den Bau. An Stelle der Schaarenautobahn wurde 1996 die Stadttangente Schaffhausen der A4 eröffnet.

## Verein Rheinkastell
Der 1994 gegründete Verein Rheinkastell hat sich zum Ziel gesetzt, die militärgeschichtlich bedeutenden Anlagen im Schaaren für die Nachwelt zu bewahren und einer breiteren Öffentlichkeit zugänglich zu machen. Unter seiner Initiative wurde die ehemalige Südbastion des Rheinkastells teilweise rekonstruiert, dies mit tatkräftiger Unterstützung der Genie-Abteilung 46 der Schweizer Armee.

### Historischer Lehrpfad
Um die Gräben und Wälle von 1799 einer breiteren Öffentlichkeit zugänglich zu machen, errichtete der Verein einen rund 1200 m langen Lehrpfad mit Hinweistafeln durch den Schaarenwald.
Der Wanderweg Nr. 60 ViaRhenana (Kreuzlingen-Basel) von Wanderland Schweiz sowie die Seerücken-Route Nr. 82 (Schaffhausen-Arbon) von Veloland Schweiz führen durch den Schaaren. Der Weg zum Lehrpfad ist signalisiert.